# پالمیرا، لی، شهرستان ایلینوی
پالمیرا (به انگلیسی: Palmyra) یک منطقهٔ مسکونی در ایالات متحده آمریکا است که در شهرستان لی، ایلینوی واقع شده‌است. پالمیرا ۲۴۶٫۸۹ متر بالاتر از سطح دریا واقع شده‌است.